# タシ・ヤンツェ県
座標: 北緯27度40分 東経91度25分 / 北緯27.667度 東経91.417度

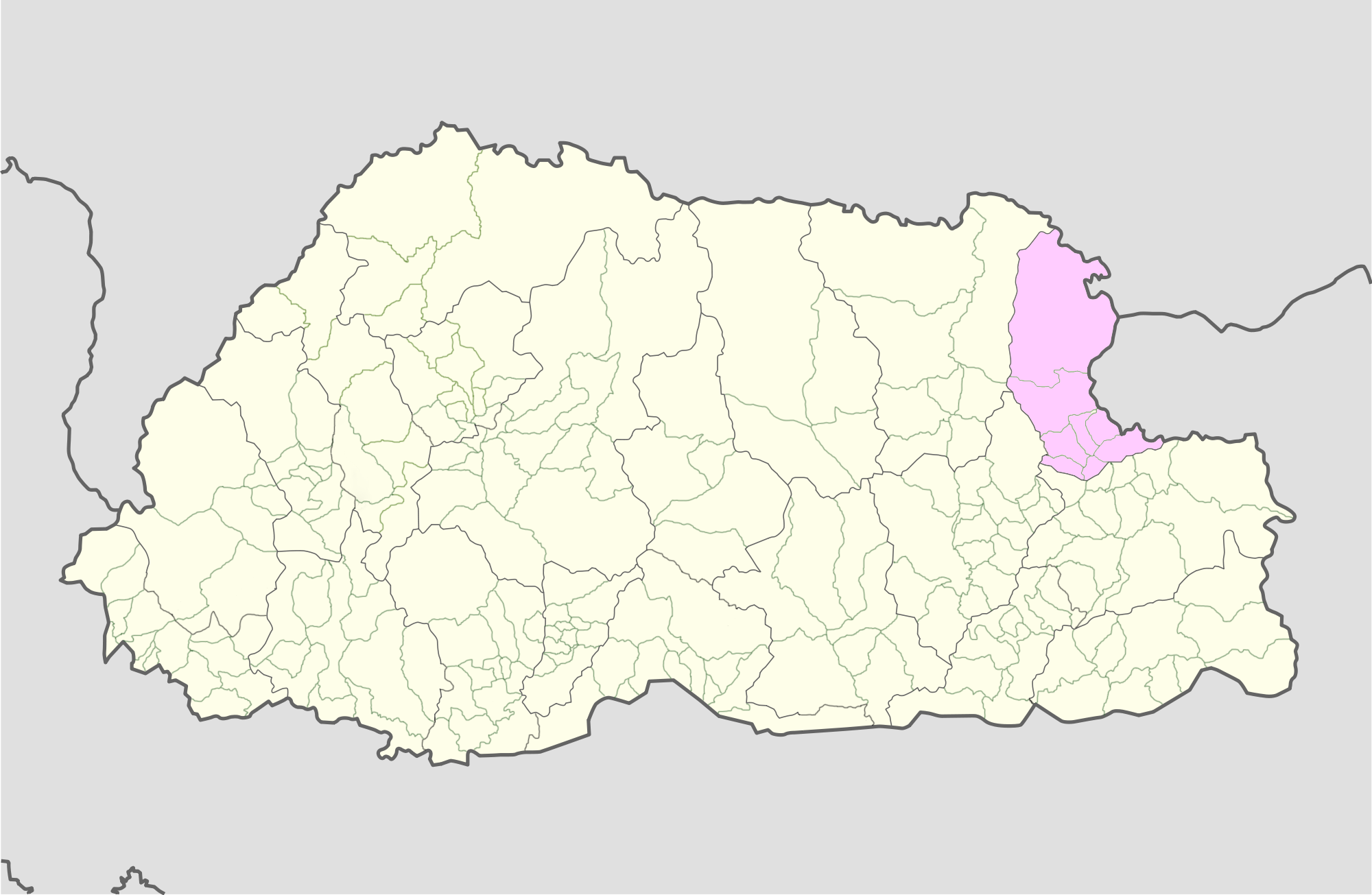
タシ・ヤンツェ県の位置

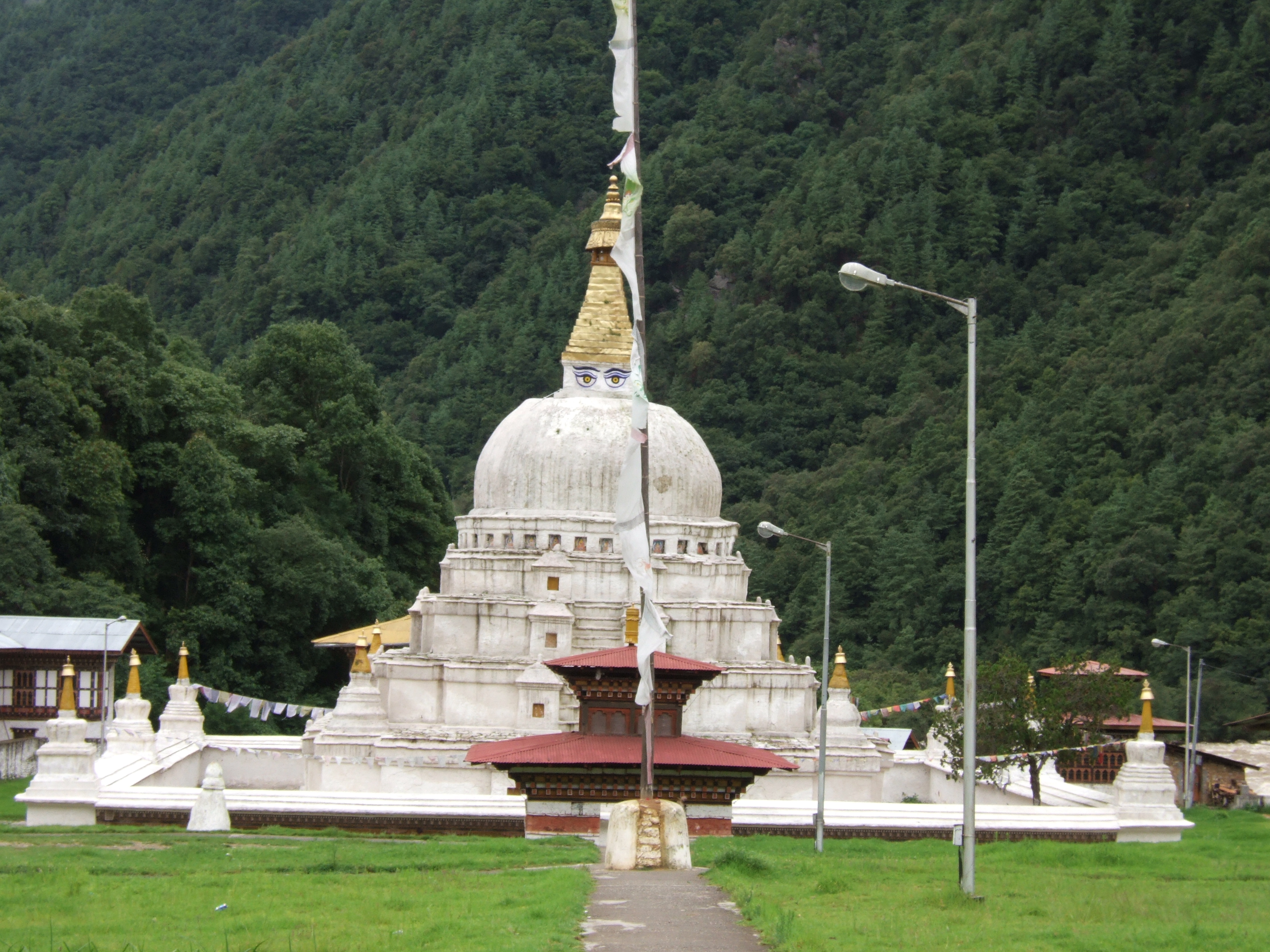
チョルテン・コラ

タシ・ヤンツェ県（タシ・ヤンツェけん、ゾンカ語:བཀྲ་ཤིས་གྱང་ཙེ་རྫོང་ཁག་/ワイリー方式:Bkra-shis Gyang-tse rdzong-khag）は、ブータン東部の県。
1992年にタシガン県から分離した。
面積は1447km2、2013年の人口は2万266人、人口密度は14人/km2である。
県都はタシ・ヤンツェ。

## 言語
タシ・ヤンツェ県の主要言語は3つ有る。
北部のブムデリン村とトエツォ村ではザラ語が話される。
南部のジャムハル村、カムダン村、ラムジャル村では東ブータンの共通語のツァンラ語が話される。
トムジャンツェン村ではチョチャガチャ語が話される。

## 行政区画
タシ・ヤンツェ県は8つの村に分かれる
。
- ブムデリン村（英語版）
- ジャムカル村（英語版）
- カムダン村（英語版）
- ラムジャル村（英語版）
- トエツォ村（英語版）
- トムジャンツェン村（英語版）
- タシ・ヤンツェ村（英語版）
- ヤラン村（英語版）

## 鳥獣保護区
1993年に設置されたブムデリン鳥獣保護区の中にクロン・チュ鳥獣保護区が設置された。
ブムデリン鳥獣保護区は県の北半分(ブムデリン村、ヤンツェ村)を覆う
。